# ژاک مویلرون
ژاک مویلرون (انگلیسی: Jacques Mouilleron؛ زادهٔ ۷ ژوئیهٔ ۱۹۴۰) بازیکن فوتبال اهل فرانسه است.
از باشگاه‌هایی که در آن بازی کرده‌است می‌توان به باشگاه فوتبال ستاره سرخ، باشگاه فوتبال کان، و باشگاه فوتبال آنژه اشاره کرد.